# Xã Carroll, Quận Ouachita, Arkansas
Xã Carroll (tiếng Anh: Carroll Township) là một xã thuộc quận Ouachita, tiểu bang Arkansas, Hoa Kỳ. Năm 2010, dân số của xã này là 258 người.